# Zwölf-Apostel-Kirche (Frankenthal)
Die Zwölf-Apostel-Kirche ist ein evangelisches Gotteshaus im Zentrum der pfälzischen Stadt Frankenthal. Sie ist eine Pfarrkirche der Evangelische Kirche der Pfalz (Protestantische Landeskirche) und zugleich Hauptkirche des Kirchenbezirks Frankenthal.

## Geographie
Die Kirche steht östlich des zentralen Rathausplatzes und ebenfalls östlich der katholischen Dreifaltigkeitskirche und der mittelalterlichen Erkenbert-Ruine auf 94 m Höhe.

## Geschichte

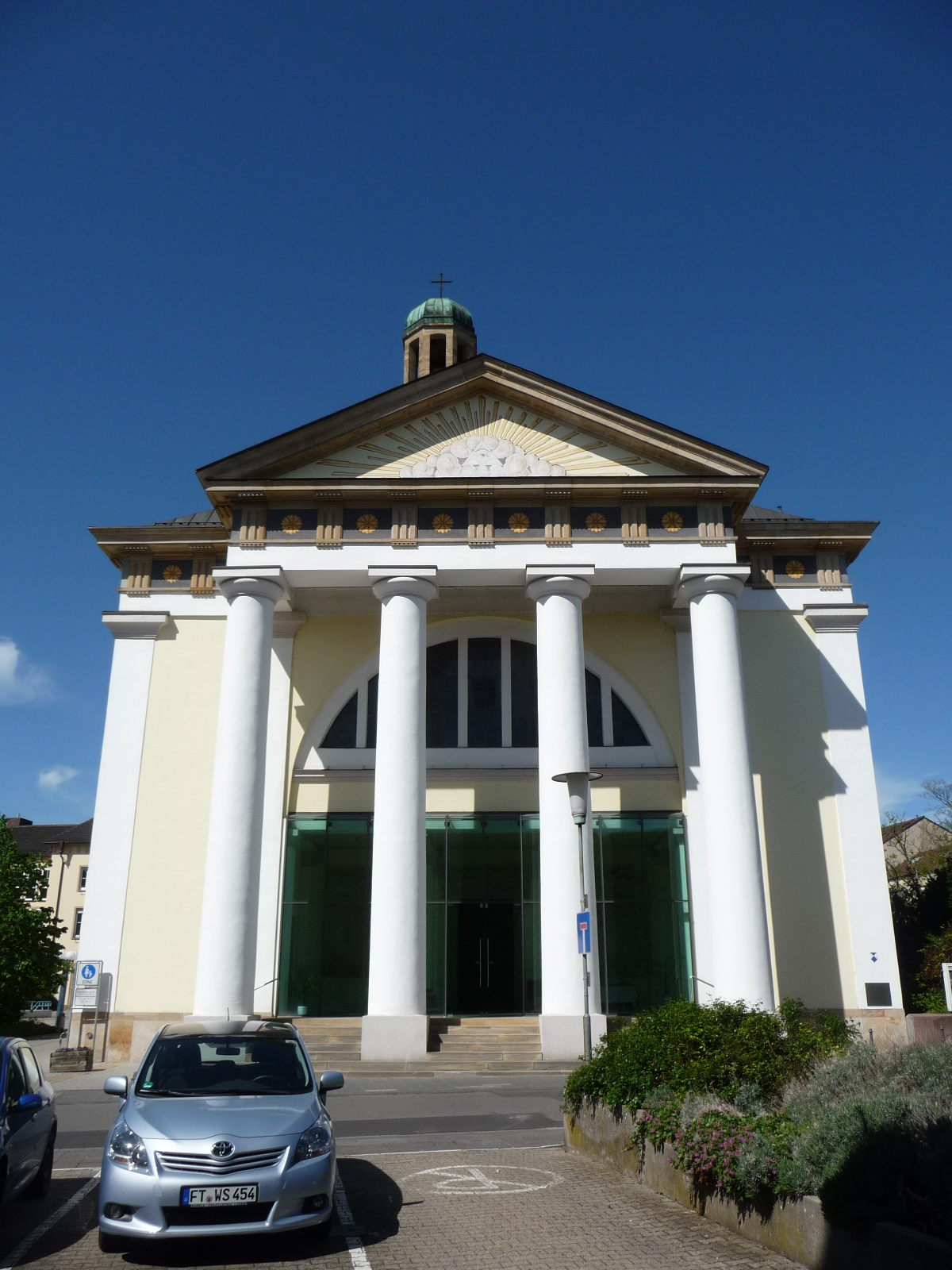
Portikus

Das klassizistische Kirchengebäude wurde 1820–1823 nach Plänen des Weinbrenner-Schülers und Regierungsbaubeamten Johann Philipp Mattlener errichtet. Im Zweiten Weltkrieg wurde die Kirche wie ganz Frankenthal am 23. September 1943 durch Bomben schwer getroffen. Während Mattlener den historischen Turm der Erkenbert-Ruine in den neuen Turm integriert hatte, wurde die ausgebrannte Turmspitze beim Wiederaufbau verändert. Auch der Innenraum wurde völlig neu konzipiert: In den rechteckigen Saalbau wurden zwölf oval angeordnete Säulen eingebaut, welche die Decke sowie Emporen, Kanzel und Orgel tragen und so zu einem anderen Raumeindruck beitragen, als er von außen zu erwarten wäre. 
Die Zwölf-Apostel-Kirche hat den höchsten Kirchturm der Stadt. Details wie der auf der Eingangsseite vorangestellte Portikus erinnern an Weinbrenners 1816 eingeweihte Evangelische Stadtkirche Karlsruhe.
Westlich von ihr stehen das Frankenthaler Rathaus, die Erkenbert-Ruine und die barocke Dreifaltigkeitskirche. Diese beiden Kirchen sind die bekanntesten der Stadt.

## Orgel

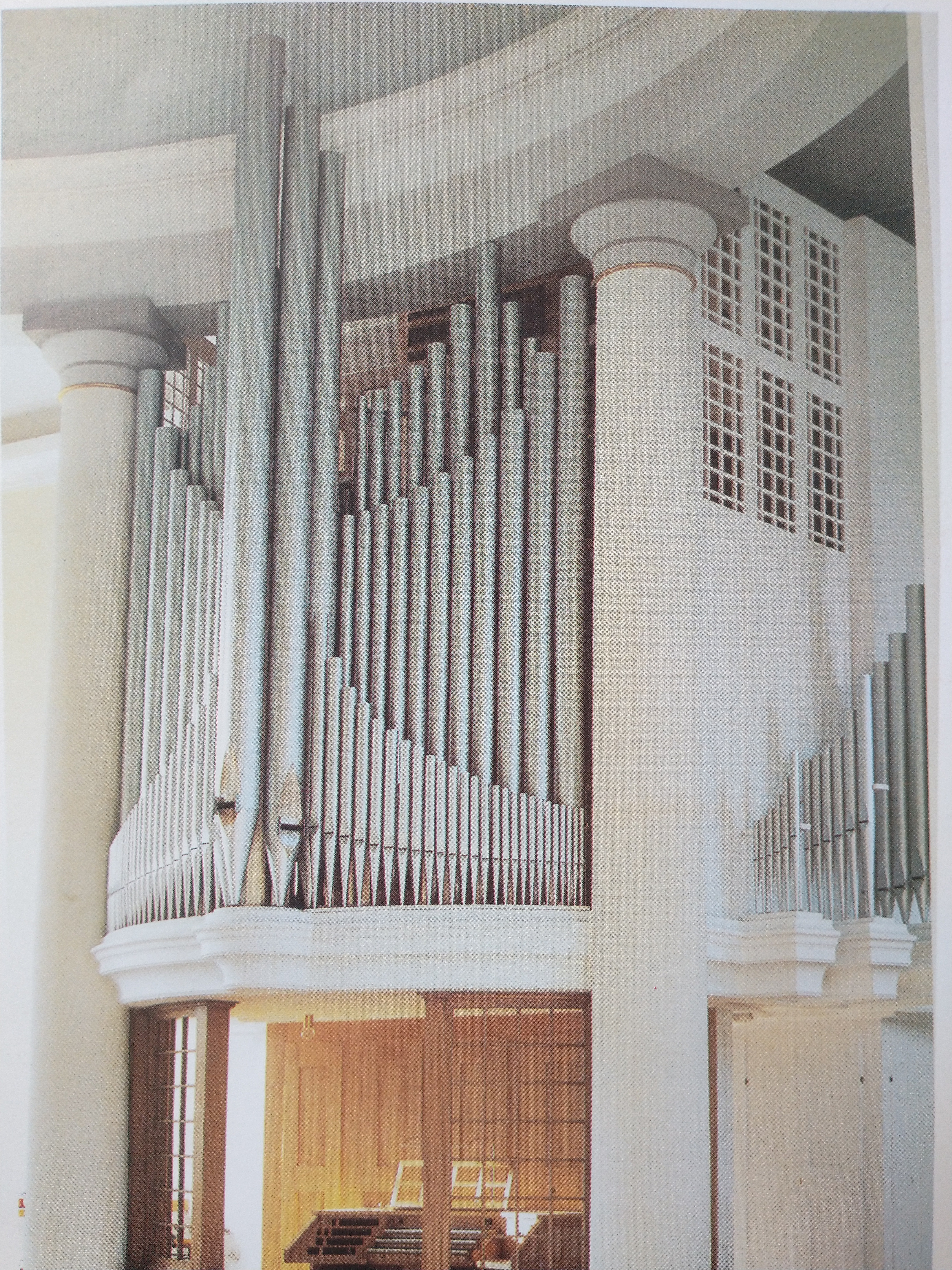
Link-Orgel der Zwölf-Apostel-Kirche (2001)

Die Orgel steht seit der Neukonzeption des Innenraums nach dem Zweiten Weltkrieg auf einer Plattform, die über dem Altarbereich zwischen Turmwand und zwei Säulen eingespannt ist. Die aktuelle Orgel stammt aus der Werkstatt der Firma Link aus Giengen an der Brenz und wurde 2001 erbaut. Das Instrument umfasst drei Manuale (mit Schwelltritten für II. und III. Manual), ein Pedal sowie insgesamt 41 Register (inklusive elektronischer Setzeranlage sowie Pedal- und Registerkoppeln). Die Spieltraktur ist mechanisch, die Registertraktur elektrisch. Der Spieltisch befindet sich auf der Empore unter der Orgel auf einer senkrechten Achse zum Altar, wo sich vor 2001 noch die Kanzel befand. 
Vor dem Zweiten Weltkrieg stand die Orgel noch auf der Empore der gegenüberliegenden Seite des Altarraums. Seinerzeit handelte es sich um ein Instrument der Firma E. F. Walcker aus Ludwigsburg, erbaut 1898, umgebaut und erweitert 1932. Diese Orgel fiel 1943 den Bomben zum Opfer. Das Gehäuse stammte noch von einer Vorgängerorgel, die der Heidelberger Orgelbauer Wilhelm Friedrich Overmann 1832 schuf.
Das Instrument der Orgelbaufirma Emanuel Kemper & Sohn/Lübeck aus den 1950er-Jahren musste wegen der mangelhaften Qualität der in der Nachkriegszeit verwendeten Materialien 2001 dem Neubau weichen, wenngleich einzelne Register der alten Orgel noch Verwendung finden konnten. Der außer Dienst gestellte freistehende und fahrbare Spieltisch der alten Kemper-Orgel (seinerzeit war auch die Spieltraktur elektrisch) steht heute noch auf der Empore rechts neben der Orgel.
Die Disposition lautet wie folgt:
| I Hauptwerk C–g3 |       |
| Bordun           | 16′   |
| Prinzipal        | 8′    |
| Gedackt          | 8′    |
| Viola di Gamba   | 8′    |
| Octave           | 4′    |
| Flöte            | 4′    |
| Quinte           | 2 ⁄3′ |
| Superoctave      | 2′    |
| Mixtur IV        | 1⁄3′  |
| Trompete         | 8′    |

| II Schwellwerk C–g3 |     |
| Konzertflöte        | 8′  |
| Salicional          | 8′  |
| Vox Coelestis       | 8′  |
| Prinzipal           | 4′  |
| Traversflöte        | 4′  |
| Flautino            | 2′  |
| Mixtur IV           | 2′  |
| Progressio II–V     |     |
| Fagott              | 16′ |
| Trompete harm.      | 8′  |
| Oboe                | 8′  |

| III Positiv C–g3 |        |
| Rohrbourdon      | 8′     |
| Quintadena       | 8′     |
| Principal        | 4′     |
| Blockflöte       | 4′     |
| Nasard           | 2 ⁄3′  |
| Flageolet        | 2′     |
| Terz             | 1 3⁄5′ |
| Larigot          | 1 ⁄3′  |
| Octävlein        | 1′     |
| Schalmey         | 8′     |
| Voxhumana        | 8′     |

| Pedal C–f1    |         |
| Prinzipalbass | 16′     |
| Subbass       | 16′     |
| Quintbass     | 10 2⁄3′ |
| Oktavbass     | 8′      |
| Gemshorn      | 8′      |
| Oktave        | 4′      |
| Mixtur III    | 2 ⁄3′   |
| Posaune       | 16′     |
| Trompete      | 8′      |

- Koppeln: II/I, III/I, I/P, II/P, III/P
- Spielhilfen: elektr. Setzeranlage, Tutti[3]

## Glocken
Im Turm der Kirche befindet sich ein Geläut aus fünf Glocken:
| Name      | Petrus | Johannes | Paulus | Lukas | Jeremia |
| Schlagton | c′     | es′      | g′     | b′    | c″      |